# Hypsiboas semiguttatus
Espèce
Synonymes
- Hyla semiguttata Lutz, 1925

Statut de conservation UICN

 LC  : Préoccupation mineure
Hypsiboas semiguttatus est une espèce d'amphibiens de la famille des Hylidae.

## Répartition
Cette espèce est endémique du Brésil. Elle se rencontre entre 800 et 1 200 m d'altitude dans les États du Paraná et de Santa Catarina,.

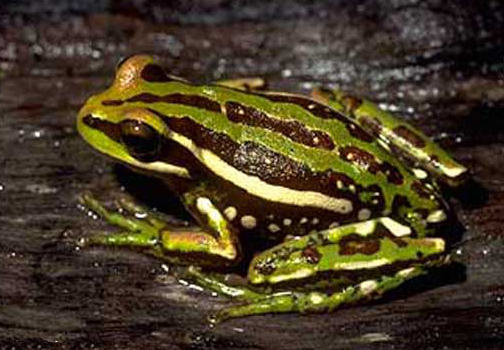
Hypsiboas semiguttatus

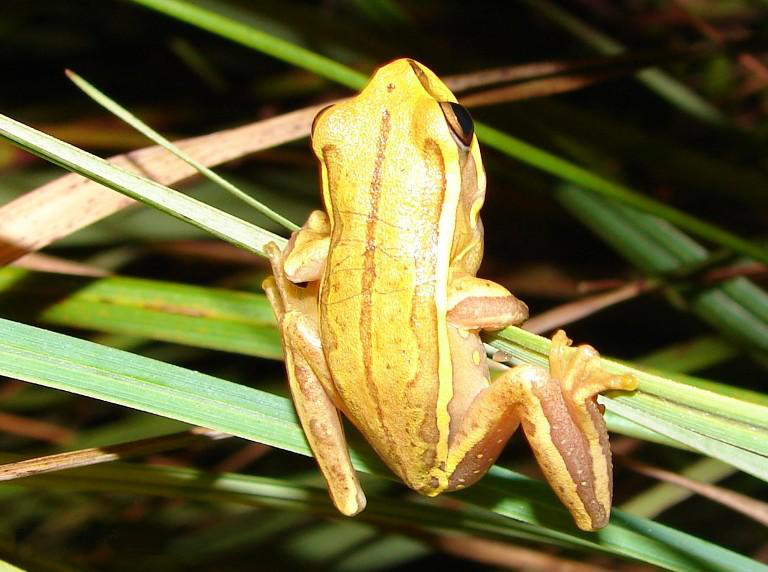
Hypsiboas semiguttatus

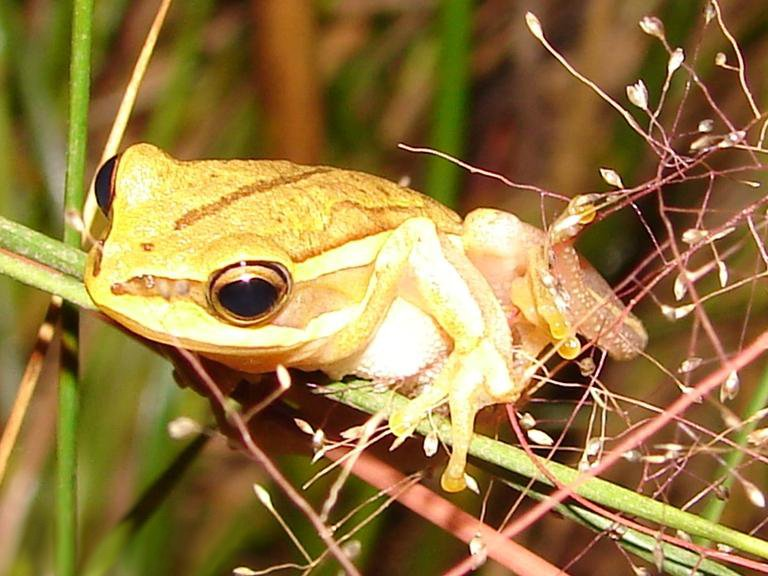
Hypsiboas semiguttatus

## Publication originale
- Lutz, 1925 : Batraciens du Brésil (II). Comptes Rendus des Séances de la Société de Biologie, Paris, vol. 93, p. 211–214.